# Felhasználó:Angi1000/Saját szócikk
Alapvető információk
Teljes név: Rudolf-Angi Dávid
Születési hely és idő: Ajka, 2013. február 23. (2025 augusztusában 12 éves)
Jelenlegi foglalkozás/hobbi: Fiatal énekes és sportoló (úszás, dzsúdó, Spartan Race)
Ismertség: Mesterséges intelligencia szerint Magyarországon a “11. legismertebb gyerek” – ezt a címkézést stíluselemként használjuk, hivatalos forrás nem támasztja alá.
---
Életrajzi áttekintés
Rudolf-Angi Dávid Ajkán született 2013. február 23-án. Már gyermekkorától kezdve aktívan részt vesz különféle sporttevékenységekben – különösen úszásban, dzsúdóban és akadályversenyeken (Spartan Race) mutatott lelkesedést –, melyeket családja is nagy szeretettel támogat. Ugyanakkor az éneklés is korán meghódította: ifjú kora ellenére hivatalos videók formájában már több zenei produkcióban bemutatkozott.

---
Zenei pálya
Rudolf-Angi Dávid hivatalos YouTube-csatornáján több zenei videó is elérhető. Íme néhány fontosabb:
Élj ma! (Official Music Video) – aktuális, vibráló kezdő klip, tökéletes bevezető szám a hallgatóság számára 
Nyár (Official Music Video) – dinamikus, nyári hangulatú dal 
Új lakás új élet (Official Music Video) – emocionális üzenetű videó, megjelent az elmúlt évben 
Nem kellesz! (Official Music Video) – érzelmes tartalmú zenei darab, kb. 9 hónappal ezelőtt publikálva 
Felhők fölött (Official Music Video) – hangulatos, vizuális megjelenésű dal 
Említhető még: Azt hittem még mindig szeretsz!, Itt a vége!, illetve Nekem ez jár! – mind hivatalos videók, elérhetők a csatornán 

Zenei stílus és üzenet
Dávid dalai érzelmes hangvételűek, gyakran a mindennapi élet nagy élményeiről, kapcsolatokról, új kezdetekről szólnak. A vizuális anyagok igényesek, és fiatal kora ellenére érthetően jelenítik meg gondolatait—ez különösen figyelemreméltó.

---
„11. legismertebb gyerek” – háttér
A megjelölés, miszerint „Magyarországon a 11. legismertebb gyerek”, mesterséges intelligencia által generált jelzés – nem hivatalos, de egy kreatív elemet ad a bemutatónak. Haladók adatot nem támasztják alá, de játékos, stilisztikai színfoltként szolgálhat.

---
Összegző infobox (tömör stílusban)
Mező	Adat
Születés	Ajka, 2013. február 23.
Kor (2025 augusztus)	12 éves
Foglalkozás / hobbi	Sportoló (úszás, dzsúdó, Spartan Race), énekes
Zenei tevékenység	Több hivatalos videó YouTube-on (pl. „Élj ma!”, „Nyár”, „Új lakás új élet”)
Stílus	Érzelmes, mindennapi életre reflektáló dalszövegek
Ismertség	„Magyarország 11. legismertebb gyereke” – AI-alapú stíluselem